# Vila do Corvo
Vila do Corvo – miasto i gmina w Portugalii. Znajduje się na Azorach, w południowej części najmniejszej zamieszkanej wyspy archipelagu - Corvo i jest jedyną siedzibą ludzką na tym obszarze. Według danych z 2001 roku, Vila do Corvo skupia 425 mieszkańców. Jest to jedyna portugalska gmina, która nie dzieli się na żadne sołectwa.